# Carlastyanax aurocaudatus
Carlastyanax aurocaudatus és una espècie de peix de la família dels caràcids i de l'ordre dels caraciformes.

## Morfologia
- Els mascles poden assolir 6 cm de llargària total.[5]

## Hàbitat
Viu en zones de clima tropical entre 22 °C - 25 °C de temperatura.

## Distribució geogràfica
Es troba a Sud-amèrica: conca del riu Cauca.